# Fischersee (Ultental)
Der Fischersee  (italienisch Lago dei Pescatori) ist ein kleiner Stausee im Bereich des oberen Endes des Ultentals in Südtirol. Er liegt etwa einen Kilometer südwestlich und 192 m oberhalb des Weißbrunnsees, auf einer Höhe von 2064 m. Er hat ein Fassungsvermögen von 28.000 m³ bei einer Wasserfläche von etwa 1,8 ha. Das Gewässer befindet sich im Nationalpark Stilfserjoch.
Der Fischersee besitzt einen mittig leicht abgewinkelten Staudamm von etwa 140 m Länge und dient als Wasserreservoir für den Pumpspeicherbetrieb des Kraftwerks Weißbrunn, das aus ihm in verbrauchsarmer Zeit 1,4 m³ Wasser pro Sekunde zum 2529 m hoch gelegenen Grünsee hinaufpumpt, von dem aus es in Hochverbrauchszeiten mit einer Fallhöhe von 641 m in der Turbine des Kraftwerkes genutzt wird.